# 佟玉兰
佟玉兰（1919年—2002年7月27日），辽宁北镇人，中华人民共和国政治人物。
当选劳模。北镇红石村党支部书记、农业生产合作社主任。1954年，当选第一届全国人民代表大会代表。